# Oropesa del Mar
Oropesa del Mar (valencijskou katalánštinou Orpesa) je město v autonomním společenství Valencie, v provincii Castellón a comarce Plana Alta. Ve městě žije přibližně 12 tisíc obyvatel.

## Geografie
Město je obklopeno Oropesským pohořím (šp. Sierra del Oropesa), dlouhými písečnými plážemi, skalnatými útesy, pohořím Monte del Bobalar s výhledy na obrysy přírodní park Přírodního parku ostrovů Kolumbrety na horizontu a nedaleko města je i přírodní park Desierto de las Palmas. Středozemní klima zapříčiňuje růst borových lesů, pomerančovníků, mandlovníků, keřů, travin a palem.

### Pobřeží
Od jihu k severu je pobřeží členěno na skalnatou část s názvem La Renèga, sportovní přístav (Puerto Deportivo), malou pláží se zálivem Cala del Retor, mysem se starou vilou, 1182 metrů dlouhou písečnou pláží s názvem La Concha (val. La Conxa, česky mušle), která je omývána zálivem Cala Oropesa la Vella, poloostrovem Punta de les Llanses s věží Torre del Rey a majákem, dlouhou písečnou pláží Morro de Gos (psí tlama) se stejnojmenným zálivem a pláží Playa les Amplaries s turistickým centrem Marina d'Or.

### Městské části
Nyní se město Oropesa del Mar dělí na následující části:
- El Balcó.
- La Playa.
- Les Amplaries.
- Les Plagetes.
- Las Villas.
- Marina d'Or.

## Demografie
V 19. a 20. století počet obyvatel rostl průběžně stejným růstem: 856 obyvatel v roce 1900 a 2671 obyvatel v roce 1994. V důsledku rozmachu turistického sektoru se rapidně zvýšil počet obyvatel za posledních několik let, také se zvýšil počet imigrantů ze zahraničí. V roce 2007 žije v Oropese del Mar 9613 obyvatel.
| Počet obyvatel | 630 | 688 | 856 | 950 | 914 | 1.029 | 1.053 | 1194 | 1156 | 1.580 | 1.724 | 2.451 | 2.578 | 3.734 | 8.527 | 9.613 |

## Ekonomika
Mezi horami a pobřežím v úrodném pásu se pěstují pomeranče a zelenina. V sušších zónách se pěstují mandle, olivy a víno, ze kterého se vyrábí proslulé muškátové víno. V posledních letech dominují příjmy z cestovního ruchu, ve městě je několik hotelů, spousta restaurací, kaváren, sportovní přístav a různá muzea.

## Památky

### Církevní památky
- Kaple Virgen de la Paciencia. V kostelíku se nachází příklady kachlíkové výzdoby Alcora. Také zde je soška Panny Marie Boží Trpělivosti, která pochází ze 16. století. Přejmenována byla na počest dlouhé a náročné rekonstrukce po útoku pirátů a téměř úplnému zničení sošky 25. září 1619.

### Ostatní památky
- Castillo de Oropesa. Původně muslimský hrad, který sloužil k ochraně před přepadením. Je z něho výhled po celé oblasti Oropesy, současně je zachováno pouze torzo a zřícenina přístupná ze starého města. Dobyt byl El Cidem a Jakubem I.
- Torre del Rey (Královská věž). Stavba věže byla zahájena v roce 1413, přestavěna byla v roce 1534, získala tak 4 metry tlusté stěny. V roce 1564 byla zakoupena Filipem II., její cena byla 10000 dukátů. Od té doby je nazývaná Torre del Rey-Královská věž.
- Staré město. Středověké město s tradičními domy, úzkými ulicemi a typickými zákoutími. Také je nazýváno město starožitníků.

## Zajímavá místa
- Orpesa La Vella. zbytky starověkého osídlení Iberů, nachází se blízko sportovního přístavu na malém mysu. Nachází se na soukromém pozemku, viditelné je pouze z prostor za plotem.
- La Renegá a Playetas de Bellver. Pěkná krajina jižně od Oropesy s útesy a zálivy a také typickou středozemní vegetací.
- Playa de la Concha. Městská pláž oceněná modrou vlajkou Evropské unie s délkou 1182 metrů a bílým pískem.
- Pláže Les Amplaries a Morro de Gos. Pláže s bílým pískem, také oceněny modrou vlajkou EU.